# Christiane Nüsslein-Volhard
Christiane Nüsslein-Volhard (Magdeburgo, 20 ottobre 1942) è una biologa tedesca, vincitrice nel 1991 del Premio Lasker per la ricerca medica di base e, nel 1995, del Premio Nobel per la medicina e la fisiologia assieme a Eric Wieschaus e Edward B. Lewis, assegnato per le loro ricerche sul controllo genetico dello sviluppo embrionale.

## Biografia
Nüsslein-Volhard nasce a Magdeburgo nell'ottobre 1942, seconda di cinque figli, da Rolf Volhard, architetto, e Brigitte Haas Volhard, maestra d'asilo. Ha quattro fratelli: tre sorelle e un fratello. È cresciuta ed è andata a scuola nel sud di Francoforte, interessata all'arte e alla musica e quindi è stata "addestrata a guardare le cose e riconoscere le cose". Il suo bisnonno era il chimico Jacob Volhard, suo nonno l'internista Franz Volhard. È la zia del premio Nobel per la chimica Benjamin List.
Dopo la maturità nel 1962, prese brevemente in considerazione l'idea di dedicarsi alla medicina, ma abbandonò il progetto dopo aver frequentato un corso di infermiera di un mese in un ospedale. Invece ha seguito il suo genuino interesse e ha scelto di studiare biologia all'Università Johann Wolfgang Goethe di Francoforte.   Nel 1964 Nüsslein-Volhard lasciò Francoforte per l'Università di Tubinga, per iniziare un nuovo corso di biochimica. Inizialmente voleva fare biologia comportamentale, "ma poi in qualche modo sono finita in biochimica (...) e genetica molecolare perché all'epoca questo era l'aspetto più moderno, ed ero ambiziosa: volevo andare dove erano i leader. I botanici e gli zoologi vecchio stile erano persone così noiose... non c'era niente di interessante lì".
Ha conseguito una laurea in biochimica nel 1969  e un dottorato di ricerca nel 1974 per la ricerca sulle interazioni proteina-DNA e il legame dell'RNA polimerasi in Escherichia coli.

## "La Grande Scienza"
Con il collega Wieschaus introdusse in biologia il concetto di "Grande Scienza", conducendo un ambizioso progetto di mutagenesi su larga scala per portare un importante contributo alla comprensione del programma di sviluppo embrionale del moscerino della frutta Drosophila melanogaster.
All'epoca dei suoi studi, la biologia molecolare era basata per lo più su esperimenti su piccola scala che dimostravano principi o che fornivano esempi di significato generale, come ad esempio le ricerche che indagavano e spiegavano l'attività del singolo gene o l'azione di una proteina. Le tecniche disponibili all'epoca e i notevoli sforzi economici da sopportare non permettevano agli scienziati di approfondire la complessità di una serie di sistemi biologici.

## Le ricerche sulla Drosophila
Le ricerche che condussero la Nüsslein-Volhard ed i suoi collaboratori a vincere il Nobel avevano lo scopo di identificare i geni coinvolti nello sviluppo degli embrioni della Drosophila melanogaster, organismo già da molto tempo utilizzato come modello negli studi genetici sia per il breve ciclo vitale sia per le dimensioni ridotte adatte per gli studi in laboratorio.
I geni coinvolti nello sviluppo embrionale furono identificati producendo mutazioni casuali nei moscerini e sottopendo gli stessi ad incroci di ibridazione. Fu così possibile, verificando i difetti di sviluppo, le semplici modifiche o la sua totale assenza, identificare con esattezza quali fossero i geni interessati dalle mutazioni indotte e rilevare quelli specifici e cruciali per il processo evolutivo di Drosophila. Ad alcuni di questi geni furono assegnati nomi specifici (come hedgehog) e gli studi successivi dei mutanti e delle loro interazioni condussero alla comprensione dei meccanismi di sviluppo dei segmenti corporei.
Tali esperimenti furono di indubbia importanza anche per la possibilità di estrapolarli ad altri organismi oltre ai moscerini. Infatti, in seguito, fu trovata un'omologia in altre specie; in particolare le cosiddette sequenze homeobox (Hox), geni codificanti fattori di trascrizione implicati nello sviluppo, sono state riscontrate in tutti i metazoi con ruoli simili nella segmentazione del corpo.
Questi risultati hanno portato anche a ipotizzare la presenza di un antenato ancestrale comune per i protostomi e i deuterostomi e contribuito ad aumentare le conoscenze sui meccanismi di regolazione della trascrizione cellulare.
La Nüsslein-Volhard è ricordata inoltre per la scoperta del gene toll, importante risultato che ha condotto alla successiva identificazione dei recettori toll-like.

## Incarichi
Dal 1985 la Nüsslein-Volhard è Direttore dell'Istituto Max Planck Institute per la Biologia dello Sviluppo di Tubinga e capo del Dipartimento di Genetica.
Nel 1986 ha ricevuto il Premio Gottfried Wilhelm Leibniz dall'importante istituto di ricerca tedesco Deutsche Forschungsgemeinschaft, che rappresenta la più alta onorificenza per la ricerca in Germania.
Dal 2001 è membro del Nationaler Ethikrat (Consiglio Etico Nazionale di Germania) e ha conseguito la laurea honoris causa all'Università di Oxford (giugno 2005).

## Vita privata
Nüsslein-Volhard si è sposata a metà degli anni '60 mentre studiava all'Università Johann Wolfgang Goethe di Francoforte, ma ha divorziato presto e non ha avuto figli. Vive a Bebenhausen, Germania. Ha detto che ama cantare, suonare il flauto e fare musica da camera. Ha pubblicato un libro di cucina nel 2006.